# Ernest Chapman
Ernest Chapman, né le 11 avril 1926 à Sydney, mort le 21 mars 2013, est un rameur d'aviron australien.

## Carrière
Ernest Chapman participe aux Jeux olympiques de 1952 à Helsinki. Il remporte la médaille de bronze  avec le huit australien composé de Bob Tinning, Nimrod Greenwood, Mervyn Finlay, Edward Pain, Phil Cayser, Tom Chessell, David Anderson et Geoff Williamson.